# Chiasmetes limae
Chiasmetes limae là một loài bọ cánh cứng trong họ Cerambycidae.